# Anaulacodithella plurisetosa
Anaulacodithella plurisetosa es una especie de arácnido del orden Pseudoscorpionida de la familia Tridenchthoniidae.

## Distribución geográfica
Se encuentra en la Isla de Lord Howe (Australia).